# Parafia Opieki Matki Bożej w Załużu
Parafia Opieki Matki Bożej w Załużu – parafia rzymskokatolicka znajdująca się w dekanacie Lubaczów, w diecezji zamojsko-lubaczowskiej. 
Do parafii należą wierni z Załuża
Parafia erygowana została w 1979 roku. 
Liczba parafian: 800.